# Hold My Hand (Lady Gaga)
Hold My Hand (lit. ‘Agafa'm la mà’) és una cançó interpretada per la cantautora estatunidenca Lady Gaga per a la banda sonora de la pel·lícula Top Gun: Maverick (2022). Escrita i produïda per ella amb suport de BloodPop, va ser publicada el 3 de maig de 2022 sota el segell discogràfic Interscope Rècords com a primer senzill de la banda sonora de la pel·lícula.
La cançó va rebre comentaris majorment positius per part de la crítica, qui va elogiar la veu de Gaga per la seva emoció i potència. El seu respectiu videoclip, dirigit per Joseph Kosinski, va ser llançat el 6 de maig de 2022 a través de YouTube. La cançó va ser seleccionada com l'encore de la gira The Chromatica Ball.

## Antecedents i composició

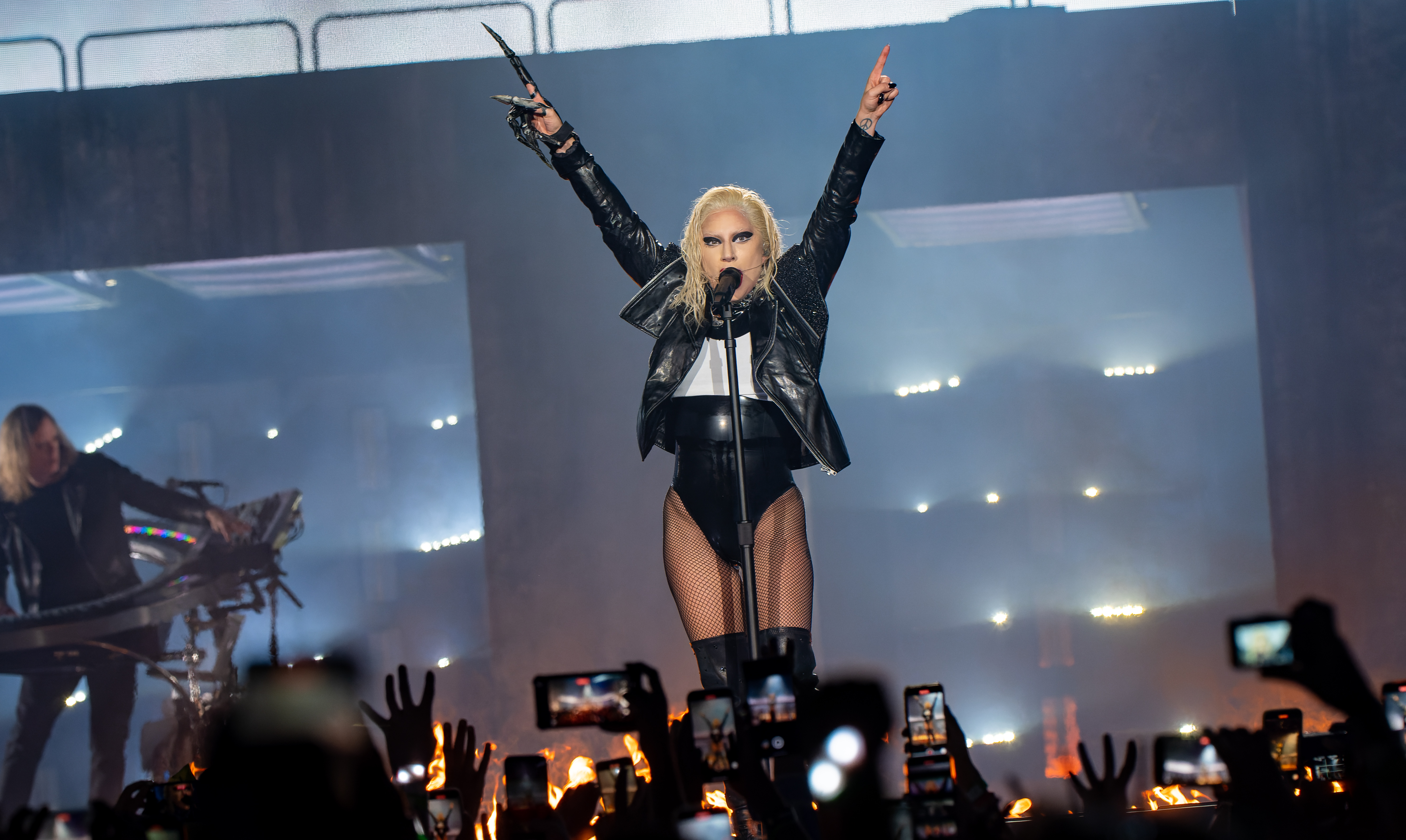
Gaga interpretant la cançó durant el tancament de The Chromatica Ball.

L'abril de 2021, el lloc web ShowBiz 411 va anunciar que Gaga estaria potencialment involucrada en la banda sonora de Top Gun: Maverick (2022), després que Tom Cruise, protagonista i productor de la pel·lícula, hagués estat vist entre l'audiència d'un dels concerts de Lady Gaga: Enigma. Subseqüentment, altres mitjans com la revista W també van especular la participació de l'artista amb un tema original, particularment després que fossin publicats els pòsters promocionals de la pel·lícula, on Gaga apareixia entre els crèdits de la música. A mitjans d'abril de 2022, Gaga va escriure una sèries de tuits que els mitjans van interpretar com a fragments de la lletra de la cançó; el 27 d'abril, va anunciar oficialment la seva participació en la cinta amb el tema «Hold My Hand», el llançament del qual tindria lloc el 3 de maig d'aquest any. Simultàniament va ser revelada la portada del senzill, així com un fragment de deu segons, i Gaga va descriure la lletra com «una carta d'amor al món durant i després de temps difícils».
«Hold My Hand» és una power ballad dins del gènere de arena rock la lletra de la qual parla sobre fer costat incondicionalment a un ser estimat que ha estat ferit. La producció de la cançó inclou piano, guitarra elèctrica, sintetitzadors i bateria, a més de comptar amb arranjaments de corda durant la transició. Va ser composta i produïda per Gaga i BloodPop, amb suport addicional de Ben Rice a la producció. La cançó té un tempo lent de 49 pulsacions per minut i està escrita en la tonalitat de sol major, amb el registre vocal de Gaga estenent-se des de la nota sol menor fins a la el meu major.

## Recepció
Immediatament després de l'anunci de la cançó, diversos mitjans com Gold Derby i Variety la van considerar un potencial contendent al guardó de millor cançó original als Premis Oscar de 2023. Robin Murray de Clash va escriure que la cançó és «un triomf de la grandiloqüència, una veritable cançó dels 80 que coincideix amb el pes de «Take My Breath Away» de Berlin. En el fons, és una cançó soul, una que troba a Lady Gaga deixant-se anar com a vocalista». Stuart Heritage de The Guardian va comentar que: «La cançó en si mateixa és bastant bona. És altisonant i emotiva, i inclou tot el que podries desitjar d'una balada de Lady Gaga».

## Vídeo musical
El videoclip de «Hold My Hand» va ser publicat el 6 de maig de 2022 a través de YouTube i va estar dirigit per Joseph Kosinski, qui també es va encarregar de dirigir Top Gun: Maverick (2022). El vídeo mostra a Gaga cantant en un aeròdrom enmig del desert, mentre s'intercalen diverses escenes de Top Gun (1986) i Top Gun: Maverick. Diversos crítics van destacar el pes emocional del vídeo, ja que es mostren escenes de la mort del personatge de Goose (interpretat per Anthony Edwards) en la cinta original, esdeveniment que va marcar al personatge de Maverick (interpretat per Tom Cruise) en la seqüela. Al llarg del clip, l'artista utilitza dos vestuaris; primer una jaqueta militar d'aviador, la mateixa utilitzada per Cruise a Top Gun, i posteriorment una versió més moderna acompanyada d'una toga. La confecció dels vestuaris va quedar a càrrec de la dissenyadora ucraïnesa Lessja Verlingieri i el japonès Nicola Formichetti.

## Posicionament a les llistes

### Setmanals
| Alemanya          | German Singles Chart    | 79 |
| Austràlia         | ÀRIA Top 50 Singles     | 29 |
| Àustria           | Ö3 Àustria Top 40       | 32 |
| Bèlgica (Flandes) | Ultratop 50             | 16 |
| Bèlgica (Valònia) | Ultratop 40             | 9  |
| Canadà            | Canadian Hot 100        | 25 |
| Croàcia           | ARC Top 100             | 1  |
| Estats Units      | Billboard Hot 100       | 49 |
| Estats Units      | Digital Songs           | 2  |
| Estats Units      | Radio Songs             | 33 |
| Estats Units      | Pop Songs               | 19 |
| Estats Units      | Adult Pop Songs         | 12 |
| Estats Units      | Adult Contemporary      | 9  |
| França            | French Singles Chart    | 32 |
| Hongria           | Single (Track) Top 10   | 5  |
| Irlanda           | Irish Singles Chart     | 49 |
| Islàndia          | Tonlist                 | 37 |
| Itàlia            | Top Singoli             | 57 |
| Japó              | Japan Hot 100           | 29 |
| Nova Zelanda      | NZ Top 40 Singles Chart | 33 |
| Països Baixos     | Single Top 100          | 28 |
| Regne Unit        | UK Singles Chart        | 24 |
| Suècia            | Sverigetopplistan       | 61 |
| Suïssa            | Schweizer Hitparade     | 5  |
| Taiwan            | Taiwan Songs            | 11 |

### Certificacions
| País   | Organisme certificador | Certificació | Vendes certificades | Ref.   |
| ------ | ---------------------- | ------------ | ------------------- | ------ |
| Canadà | CRIA                   | Or           | 40 000              | [ 36 ] |